# Цапф, Герман
Герман Цапф (нем. Hermann Zapf; 8 ноября 1918, Нюрнберг — 4 июня 2015, Дармштадт) — немецкий типограф, каллиграф, автор и преподаватель. Проживал в Дармштадте, с 1951 года женат на Гудрун Цапф фон Гессе (нем.).

## Биография
В детстве хотел стать инженером-электриком. Покинул школу в 1933 году будучи сыном гонимого, по приходе к власти нацистов, профсоюзного деятеля крупного автомобильного завода. Ему было запрещено обучение в Нюрнбергском политехническом институте им. Георга Ома, куда он стремился поступить. По совету учителей неплохо рисовавший Цапф пытался устроиться на работу литографом; работу он нашёл только через десять месяцев, в 1934 году, став ретушёром фотографий в типографии Karl Ulrich & Co.
В середине 1930-х годов, познакомившись на выставке-памяти с творчеством Рудольфа Коха, (нем.) занялся каллиграфией, изучая её дома, самостоятельно, по книгам Коха и Эдварда Джонстона. В 1938 году Цапф стал сотрудником мастерской Поля Коха, сына Рудольфа Коха, во Франкфурте-на-Майне. В том же году он создал для словолитни «Штемпель» (D. Stempel AG) и предприятия Линотайп (Linotype GmbH) свой первый шрифт — фрактуру Gilgengar, в двух начертаниях. Одновременно он работал над гарнитурой для набора музыкальных произведений — Alkor, уже по заказу кассельского издательства Baerenreiter.
1 апреля 1939 года был призван для работ по усилению Линии Зигфрида на границе с Францией. Из-за болезни сердца, вызванной непривычными физическими перегрузками, был переведён в канцелярию писарем, а в сентябре того же года уволен со службы. В апреле 1940 г. был призван на службу в артиллерии прусской армии. Затем Цапф был переведён сначала на учёбу, а впоследствии и на работу, в подразделение военной картографии в занятой немецкими войсками части Франции, где трудился над военными картами железных дорог Испании, вплоть до пленения войсками союзников в конце войны.
С 1947 по 1956 год Герман Цапф был художественным руководителем франкфуртской словолитни «Штемпель», куда он был принят без рекомендательных писем, диплома и прочих подтверждений пригодности — достаточно было показать три записные книжки рисунков и каллиграфических набросков времён войны. В то же время, между 1948 и 50-ми, Цапф преподавал в Школе дизайна в городе Оффенбахе, а также делал рисунки почтовых марок для немецкой Федеральной почты.
В этот промежуток жизни он занят и как художник-график, дизайнер и художник книги, сотрудничая с немецкими издательствами «Зуркамп», «Инзель», книжным товариществом Гутенберга и др. Другим важным направлением его творческой деятельности стала разработка шрифтовых гарнитур. В 1948 году он приступает к созданию гарнитуры Palatino, а в 1952-53 гг. как более светлую, мелкокегельную разновидность создаёт Aldus. Тогда же начинается работа над гарнитурой Melior, и в промежутке между 1948 и 1954 выходят многие другие гарнитуры. В конце 50-х появляется на свет один из самых известных и используемых по сию пору шрифтов Цапфа — Optima.
В 1956 году во Франкфурте-на-Майне он снова возвращается к свободному сотрудничеству с заказчиками в качестве шрифтового художника и каллиграфа. Одной из работ этого времени стало каллиграфическое исполнение Введения к Уставу ООН на четырёх, основных языках Содружества Наций, включая, естественно, русский для научной библиотеки Моргана в Нью-Йорке. Цапф проработал в таком качестве по середину 1960-х годов. Попутно в 1957-74 годах он был советником американского предприятия «Мергенталер Лайнотайп» в Нью-Йорке.
В 1971 году началось его сотрудничество с Дональдом Кнутом приведшее как к разработке шрифтов для приложения по компьютерной вёрстке TeX, так и, среди прочего, созданию прямой курсивной гарнитуры Euler, для Американского математического общества, предназначенной для набора математических выражений. В то же время, Цапф принимает участие, вместе с доктором Петером Каровым (нем.) гамбургским предприятием URW Software, а также в сотрудничестве с Type GmbH, в создании компьютерной hz-программы (англ.) включённой в состав расширения TeX — H&J. Впоследствии их разработки по компьютерной микротипографике будут использованы Adobe при создании верстального приложения InDesign.
С 1972 по 1981 год преподаёт в Техническом университете Дармштадта, в 1976 году становится профессором компьтерной типографики, на только что созданной кафедре Рочестерского технологического института (RIT). И ведёт свою преподавательскую деятельность вплоть до 1985 года сразу в трёх местах.
Похоронен на Старом кладбище в Дармштадте.

## Шрифтовые работы
Германом Цапфом создано более 200 шрифтов. Самыми известными являются: Palatino, Aldus, Optima, Zapfino, Zapf Book, Zapf Dingbats и Zapf Chancery. Кроме того, им созданы несколько шрифтов готического письма Gilgengart (1938) и Hallmark Textura (1969), а также общенигерийский алфавит, оконченный в 1985 году. Список некоторых шрифтов:
- Gilgengart (1938)
- Palatino (1948)
  - Palatino Arabic (2005), совместно с Надин Шахин
  - Palatino nova (2005), совместно с Акирой Кабаяши
  - Palatino Sans (2007), совместно с Акирой Кабаяши
  - Palatino Sans Arabic (2010), совместно с Надин Шахин
- Sistina (1950)
- Michelangelo (1950)
- Melior (1952)
- Saphir (1953)
- Virtuosa (1953)
- Aldus (1954)
  - Aldus nova (2005), совместно с Акирой Кабаяши
- Kompakt (1954)
- Optima (1958)[14]
  - Optima nova (2002), совместно с Акирой Кабаяши[15]
- Jeanette (1967)
- Hallmark Textura (1969)
- Medici (1969)
- Venture (1969)
- Medici Script (1971)
- Orion (1974)
- Marconi (1976)
- Noris Script (1976)
- ITC Zapf International (1976)
- ITC Zapf Book (1976)
- Comenius (1976)
- Edison (1978)
- ITC Zapf Dingbats (1978)
- ITC Zapf Chancery (1979)[16]
- AMS Euler (1981)
- Vario (1982)
- Aurelia (1983)
- Euler (1983)
- Zapf Renaissance Antiqua (1984—1987)
- Zapfino (1998)
- Linotype Zapf Essentials (2002)
- Zapfino Extra (2003)[17]
- Virtuosa Classic (2009).

## Награды и премии
- 1967 медаль Type Directors Club (TDC)
- 1974 присуждена премия Гутенберга общества Гутенберга (нем.)
- 1996 на 3-й московской Международной биеннале графического дизайна «Золотая Пчела» удостоен Диплома Вадима Лазурского присужденного Академией графического дизайна.
- 2000 избран почетным членом немецкого сообщества пользователей ТеХ (DANTE).
- 2003 присуждена типографская премия SoTA Typography Award.
- 2003 избран член-корреспондентом закрытого клуба-общества библиофилов Grolier Club (Нью-Йорк)
- 2007 награждён медалью Гёте  (нем.) Министерства науки и искусства земли Гессен, ФРГ
- 2010 награждён федеральным Орденом «За заслуги»

## Фильмография
- Американский фильм о Германе Цапфе The Art of Hermann Zapf. A film on the purpose and techniques of calligraphy. Производство «Холлмарк продакшн», Канзас-Сити, Миссури, 1966—1968.
- Alphabet fur heute und morgen. Die Welt cler Buchstaben von Hermann Zapf. Производство и дубляж Хейнца Бюргера, Майнц, 1970.
- Seven instruction films about the techniques of lettering: The use of broad-edged pens, brushes, ball-point pens etc. «Холлмарк кардз», Канзас-Сити, Миссури, 1971
- В 2007 году участвует в документальном фильме Гельветика, посвященном пятидесятилетию одноименного шрифта М. Мидингера.

## Интересные факты
- Первые наброски знаков шрифта Optima первоначально были сделаны на банкнотах в 1000 итальянских лир, во флорентийской церкви Санта Кроче. Вдохновленный надписями XV века на мозаичном полу церкви, Цапф зарисовал их, решив создать шрифт сходного вида. Банкноты с рисунками выставлены в постоянном собрании Германа Цапфа в библиотеке герцога Августа в городе Вольфенбюттель.[18]
- Известный итальянский каллиграф Лука Барселона вспоминает о своей встрече с Цапфом в 2012 году: «Цапф показывал мне оригиналы своих работ и я был поражен какие там маленькие буквы, а он глядя на мои работы, спрашивал: как ты делаешь такие большие буквы?».[19]
- Название одного из эпизодов Zapp Dingbat мультсериала «Футурама», является намёком на шрифт Германа Цапфа Zapf Dingbats.